# Ясная Поляна (Болховский район)
Ясная Поляна — посёлок в Болховском районе Орловской области. Входит в состав Однолуцкого сельского поселения. Население — 7 человек (2010).

## География
Посёлок находится в северной части Орловской области, в лесостепной зоне, в пределах центральной части Среднерусской возвышенности. Расположен на берегу реки Березуйка. Рядом находится посёлок Петропавловский.
Уличная сеть представлена одним объектом: Садовая улица.
Часовой пояс
Посёлок Ясная Поляна, как и вся Орловская область, находится в часовой зоне МСК (московское время). Смещение применяемого времени относительно UTC составляет +3:00.
Климат близок к умеренно-холодному, количество осадков является значительным, с осадками даже в засушливый месяц. Среднегодовая норма осадков — 627 мм. Среднегодовая температура воздуха в Болховском районе — 5,1 °C.

## Население
Проживают (на 2017—2018 гг.) 7 жителей в четырёх домах, двое — от 18 до 30 лет, трое — от 30 до 50 лет и двое — старше 60 лет.
| 2010 |
| ---- |
| 7    |

Гендерный состав
По данным Всероссийской переписи населения 2010 года в гендерной структуре населения мужчины составляют 28,6 %, женщины — 71,4 %.

## Инфраструктура
Рядом с посёлком проходят автодороги 54К-1 и Р-92.